# 1983 en Lorraine
Chronologie de la Lorraine
- 1979
- 1980
- 1981
- 1982
- 1983
- 1984
- 1985
- 1986
- 1987

Cette page est une liste d'événements qui se sont produits durant l'année 1983 en Lorraine.

## Événements

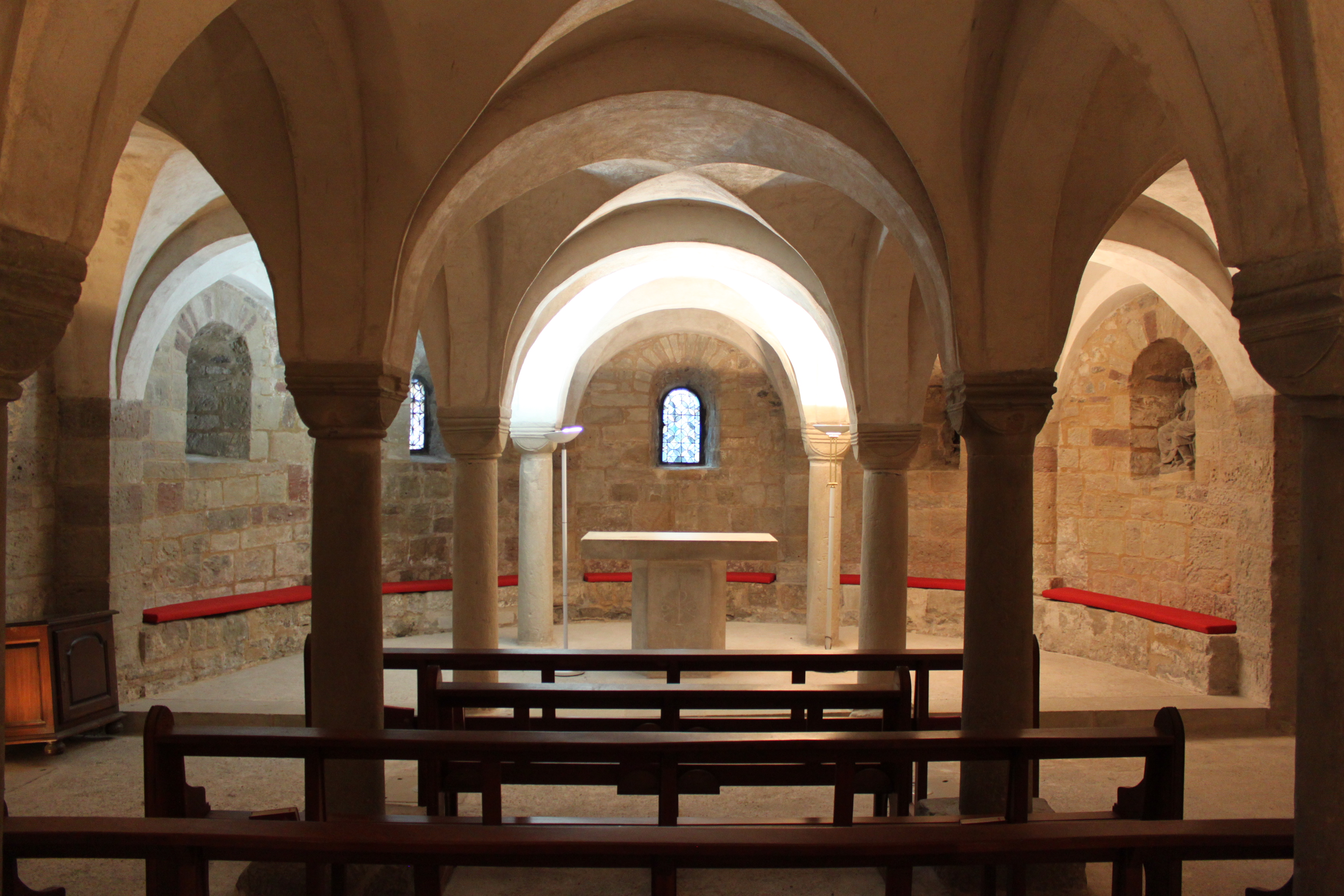
Remiremont - Abbatiale Saint-Pierre.

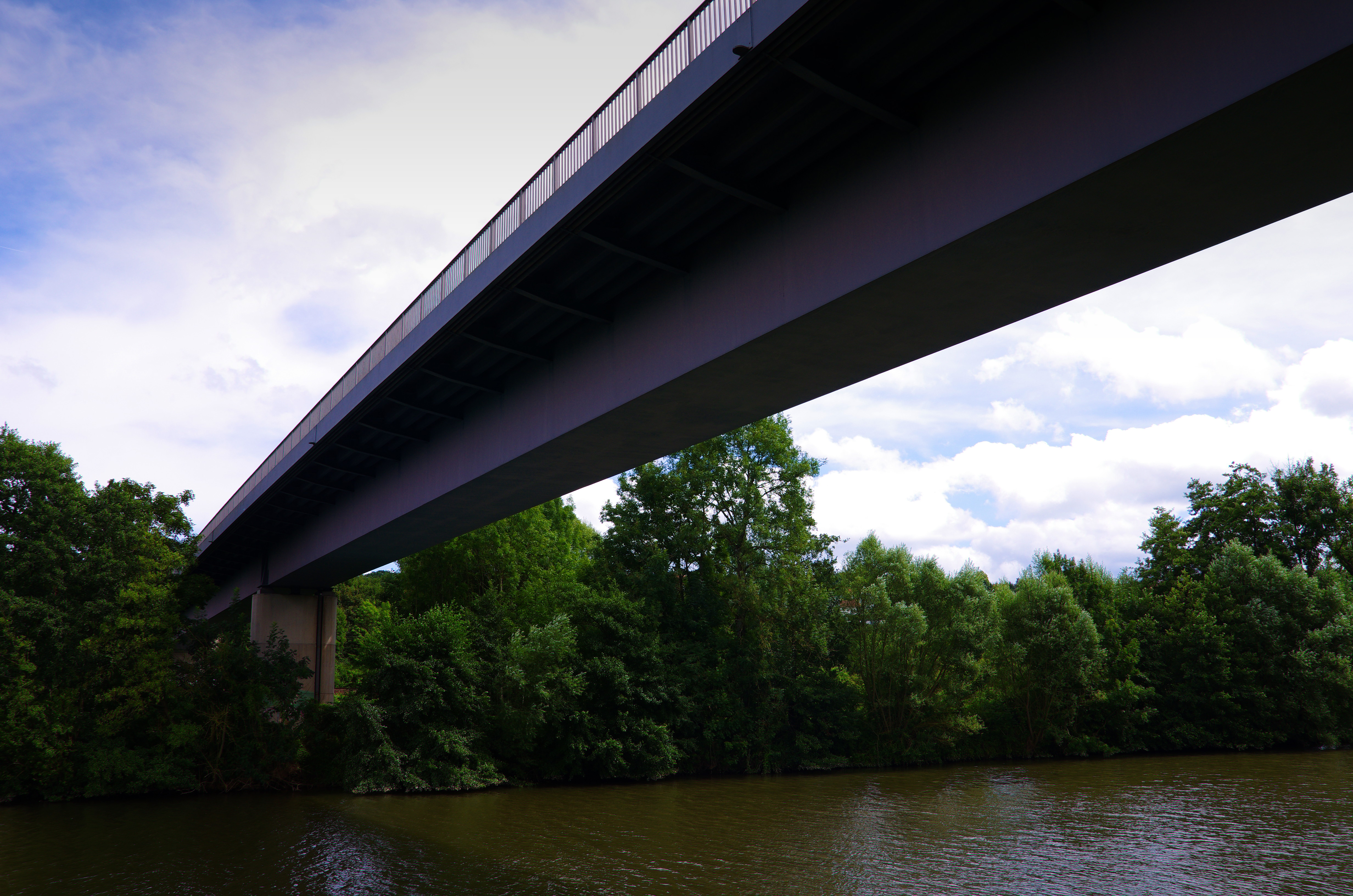
Abt Fulrad Brücke.

- Création du Fonds régional d’art contemporain de Lorraine.
- Fondation de la Société d'histoire et d'archéologie de la Nied à Freistroff.
- Fondation de l' association des amis des arts et de l'histoire de Vandoeuvre[1] à Vandoeuvre-lès-Nancy.
- Fondation des  Amis du livre et du patrimoine à Neufchâteau[2].
- Fermetures, de la Mine Sainte-Barbe à Algrange, de la Mine de Longwy à Mont-Saint-Martin, de la mine d'Aumetz de la mine de Jarny et de la Mine d'Havange[3]
- Dominique de Meyer et Jean-François Liénère remportent le rallye de Lorraine sur une Renault 5 Turbo[4].
- Mise en service du Abt-Fulrad-Brücke reliant Grosbliederstroff en France à Auersmacher en Allemagne.
- Le castor est réinstallé entre Charmes et Flavigny-sur-Moselle[5].

- 7 mars : Nick Saviano remporte le tournoi de tennis de Lorraine.
- Mars  : André Rossinot est élu maire de Nancy, il sera réélu en 1989, 1995, 2001 et 2008[5].
- Avril : pose de la première pierre de la mosquée de Farébersviller[5].
- 3 mai : réintroduction du lynx en Lorraine[5].
- 29 juillet : Rémi Cabocel devient sénateur de la Moselle en remplacement de René Jager, décédé. Il siège jusqu'au 2 octobre 1983 et ne se représente pas[6].
- Août 1983 : Karen Jaskula est élue reine de la mirabelle[7].
- 25 septembre, sont élus sénateur de Meurthe-et-Moselle : Hubert Martin, réélu (Fin de mandat le 1er octobre 1992 (ne se représente pas)), Claude Huriet, Roger Boileau et Richard Pouille.
- 25 septembre, Rémi Herment est élu sénateur de la Meuse.
- 3  et 4 octobre : dixième Sommet France-Afrique à Vittel[5].
- Novembre : grève de 25 000 mineurs de charbon, "les gueules noires[5].
- 24 novembre : "Neuves-Maisons vivra" est le slogan des 1500 sidérurgistes qui manifestent à Nancy[5].
- 5 décembre : la place Stanislas, place d'Alliance et place de la Carrière sont classées au patrimoine mondial de l'UNESCO[5]. L'UNESCO souligne : « Les places Stanislas, de la Carrière et d'Alliance constituent l'exemple le plus ancien et le plus typique d'une capitale moderne, où un monarque éclairé s'est montré soucieux d'utilité publique. À côté d'une architecture de prestige, exaltant le souverain, avec ses arcs de triomphe, ses statues, ses fontaines, le projet procurait à la population trois places qui donnaient accès à l'hôtel de ville, au palais de justice et au palais des Fermes, ainsi qu'à d'autres édifices publics »[8].
- 29 décembre : l'église et la crypte de l'abbaye de Remiremont sont classées au titre des monuments historiques[9].
- 31 décembre : création de RPL Radio ou Radio du Pays Lorrain, radio associative dont les studios se trouvent à Peltre près de Metz en Moselle.

## Inscriptions ou classements aux titre des monuments historiques
- Château d'Haroué[10]

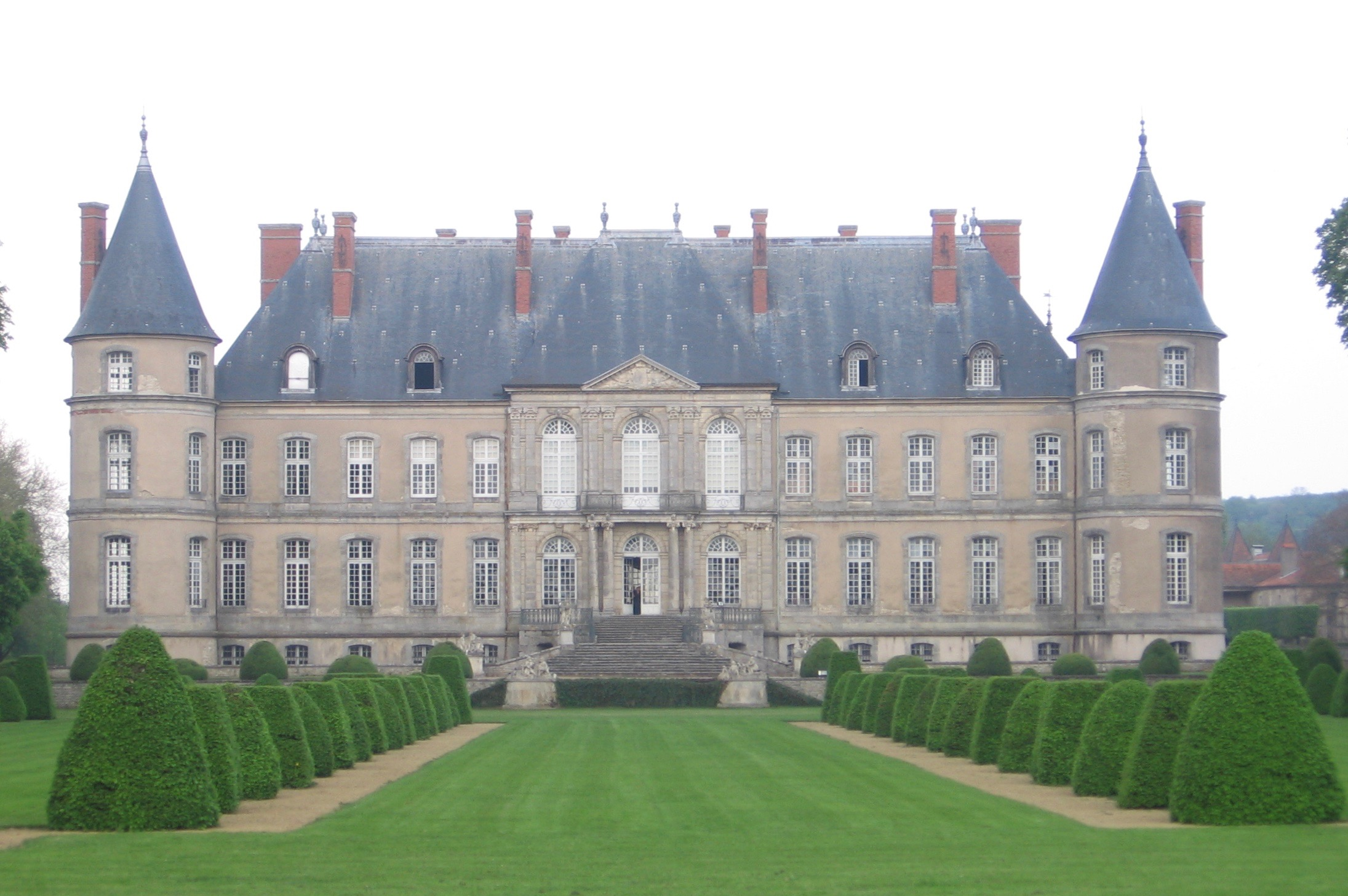
Chateau d'Haroué

- Église Sainte-Catherine de Fains-les-Sources[11].
- Hôtel de ville de Commercy[12]
- Église Saint-Pierre de Norroy-le-Veneur[13]
- Villa Weiherstein à Sarrebourg[14]
- Abbaye de Remiremont[15]
- Abbaye Saint-Pierre de Senones[16]

## Naissances

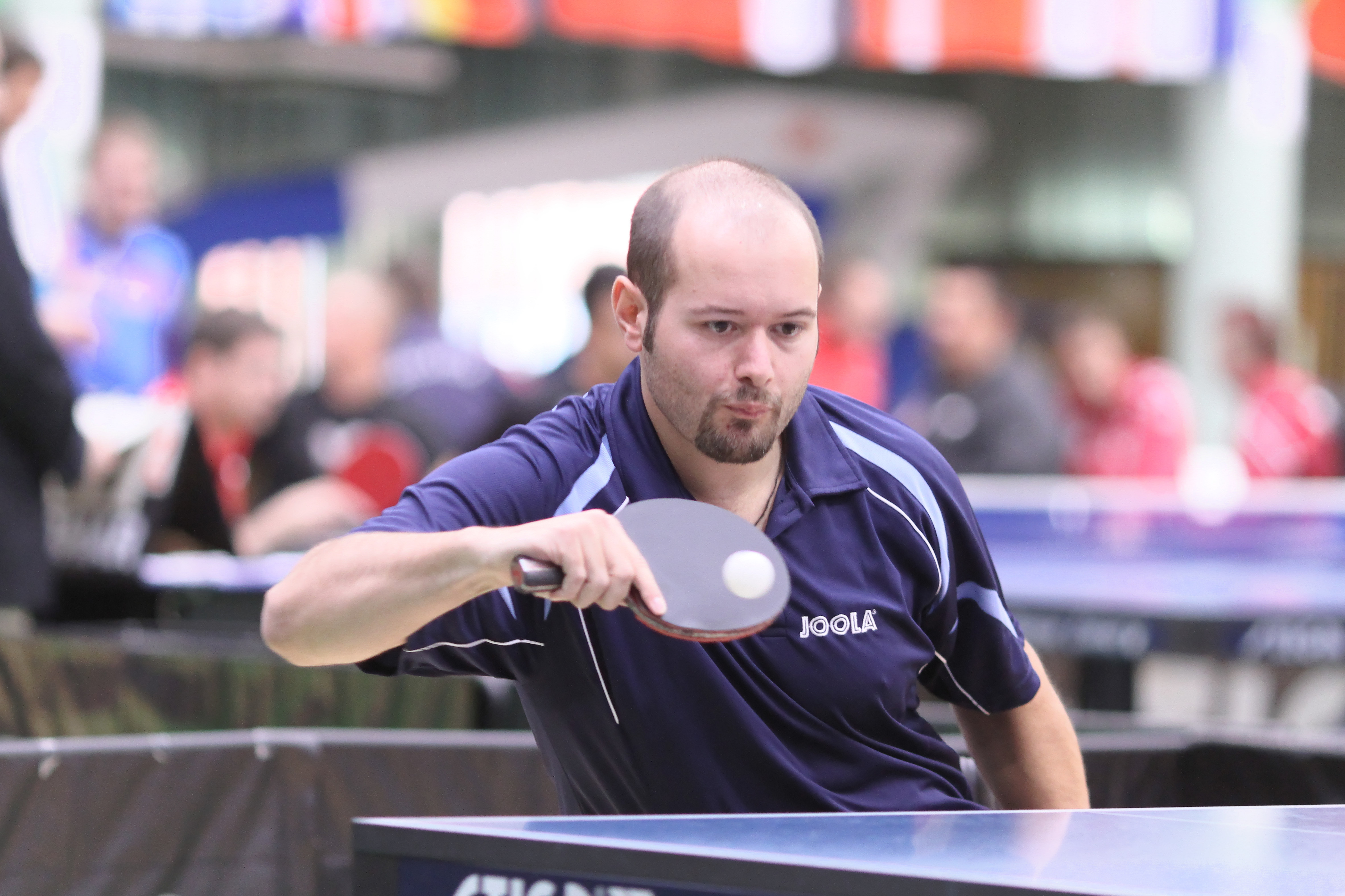
Maxime Thomas

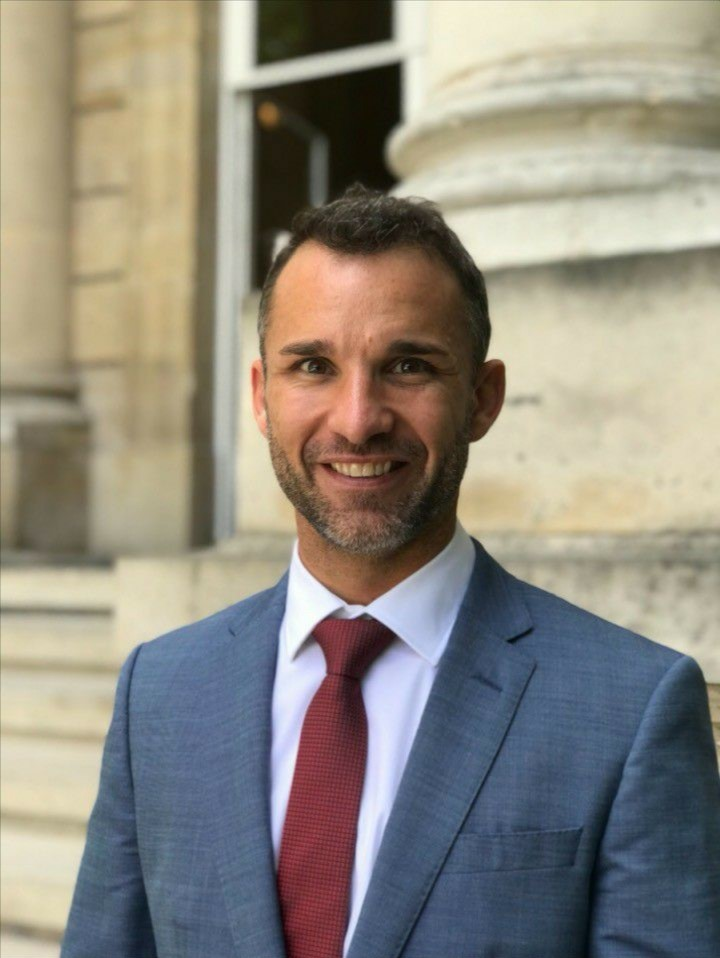
Christophe Naegelen.

- 12 janvier à Verdun : Adrien Falières, joueur de rugby à XV français qui joue au poste de pilier (1,79 m pour 112 kg).
- 15 janvier à Metz : Ian Parovel, artiste, directeur artistique, réalisateur, game designer, scénariste, et designer français vivant à Saint-Germain-en-Laye.
- 26 janvier à Saint-Avold : Christophe Walter, footballeur français. Formé au FC Metz, il joue au poste de milieu de terrain.
- 2 février à Laxou : Jérémie Iordanoff, homme politique français.
- 3 février à Thionville : Anthony Wirig, joueur d'échecs français, grand maître international (GMI) depuis 2011. Au 1er janvier 2019, il est le 23e joueur français avec un classement Elo de 2 512 points[17].
- 4 février à Laxou : Tancrède Melet[18] (décédé le 5 janvier 2016 à Aurel), sportif français.
- 29 mars à Metz : Claire Cahen, actrice française. Elle travaille entre la France, le Maroc et le Luxembourg.
- 17 avril à Épinal : Benoît Bastien, arbitre international français de football.
- 15 mai à Verdun : Germain Chardin, rameur français qui pratique l'aviron au Cercle Nautique Verdunois[19] et/ou en équipe de France. Il mesure 1,95 m pour 92 kg.
- 1er juin à Saint-Dié-des-Vosges : Abderahim Benkajjane (ou Abdrrahim), franco-marocain. Il joue au poste de défenseur.
- 12 juin à Toul : Anne-Laure Blin, femme politique française.
- 1er juillet à Metz : Cyril Carrère, écrivain et scénariste français né à Metz le 1er juillet 1983.
- 9 juillet à Creutzwald : Thierry Steimetz, ou Thierry Steinmetz, footballeur amateur français. En mai 2017, il se fait amputer d'une jambe à cause d'une tumeur et met donc un terme à sa carrière[20].
- 21 juillet à Nancy : Ismaël Bouzid, footballeur international algérien.
- 5 août à Basse-Ham : Alexandre Menini, joueur international français de rugby à XV qui joue au poste de pilier.
- 1er septembre à Saint-Dié-des-Vosges : Diariata N’Diaye, artiste et militante française engagée dans la lutte contre les violences faites aux femmes. Elle est la cofondatrice de l'association Resonantes et créatrice de l'application mobile App-Elles.
- 5 septembre à Nancy : Cédric Bockhorni, footballeur français.
- 6 septembre à Remiremont : Steve Chainel, coureur cycliste français. Professionnel de 2007 à 2015 sur route, il continue sa carrière en cyclo-cross jusqu'en janvier 2023. Il est trois fois deuxième du championnat de France de cyclo-cross et quatrième du championnat du monde de cette discipline en 2006.
- 1er octobre à Verdun : Benjamin Rondeau, rameur qui pratique l'aviron avec l'équipe de France. Il mesure 1,97 m pour 103 kg.
- 16 octobre à Thionville : Rémi Ochlik, photographe de guerre français, mort le 22 février 2012 à Homs (Syrie).
- 2 novembre à Forbach : Alain Schmitt, judoka français. Il a évolué dans la catégorie des moins de 81 kg et participé à diverses compétitions mondiales, notamment aux Jeux olympiques de Londres en 2012 où il a été battu en huitième de finale, et aux Championnats du monde de 2013 à Rio de Janeiro où il a été médaillé de bronze.
- 10 novembre à Épinal : David Lorain, tireur sportif français, membre de la société de tir de Nancy (en 2019-2023).
- 17 décembre à Nancy : Maxime Thomas[21], pongiste handisport français. Il est médaillé de bronze par équipe aux Jeux paralympiques d'été de 2008 et aux Jeux paralympiques d'été de 2012[22] et médaillé de bronze individuel aux Jeux paralympiques d'été de 2016[23].
- 30 décembre à Remiremont : Christophe Naegelen, homme politique français.

## Décès
- 5 mars à Nancy : Robert Richoux, né le 18 juin 1914 à Fumay, homme politique français.
- 26 mai à Nancy : Georges Poirot, né le 10 septembre 1891 à Nancy (Meurthe-et-Moselle), archéologue et préhistorien français.
- 31 juillet à Sarrebourg : Henri Karcher, né le 26 octobre 1908 à Saint-Dié-des-Vosges (Vosges), homme politique français.
- 2 octobre à Auboué : Jean Bertrand, né le 15 novembre 1916, homme politique français.
- 18 novembre à Vandœuvre-lès-Nancy[24] : André Vahl, né le 4 février 1913 à Nancy, peintre et graveur français, membre, puis directeur de l'École des Beaux-Arts de Nancy.
- 25 novembre à Stenay : Gabriel Braun, né le 26 mars 1921 à Montigny-lès-Metz (Moselle) , footballeur international français. Il évoluait au poste de défenseur.
- 26 décembre à Lunéville : Stéphane Errard, né le 31 octobre 1907 à Delut [25], spéléologue français.